# Lakes Entrance

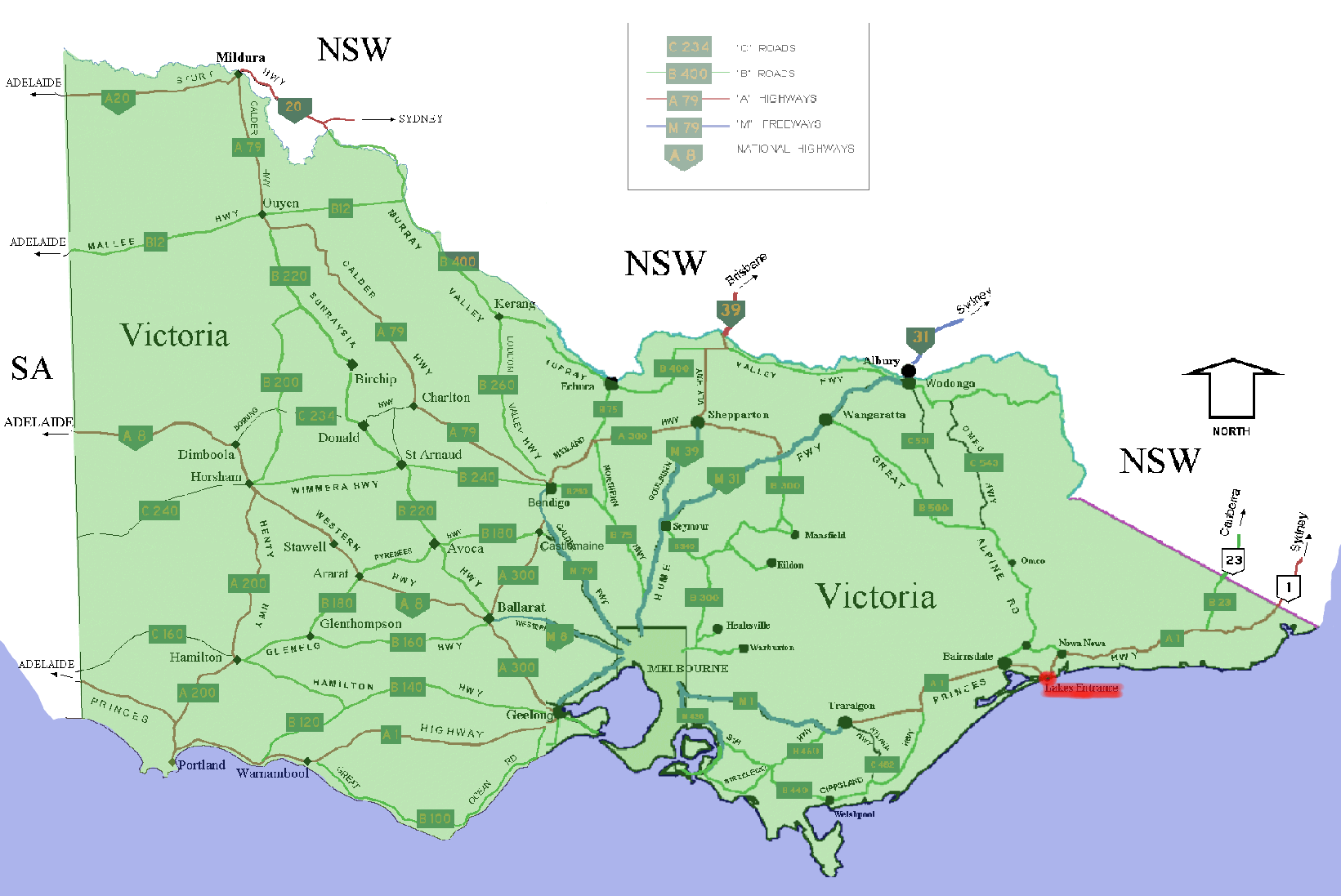
Localização de Lakes Entrance em Victoria

Lakes Entrance é uma cidade, resort turístico e porto de pesca em Victoria, Austrália, com população de 6000 habitantes (2001).  Situa-se a 320 quilômetros de Melbourne.

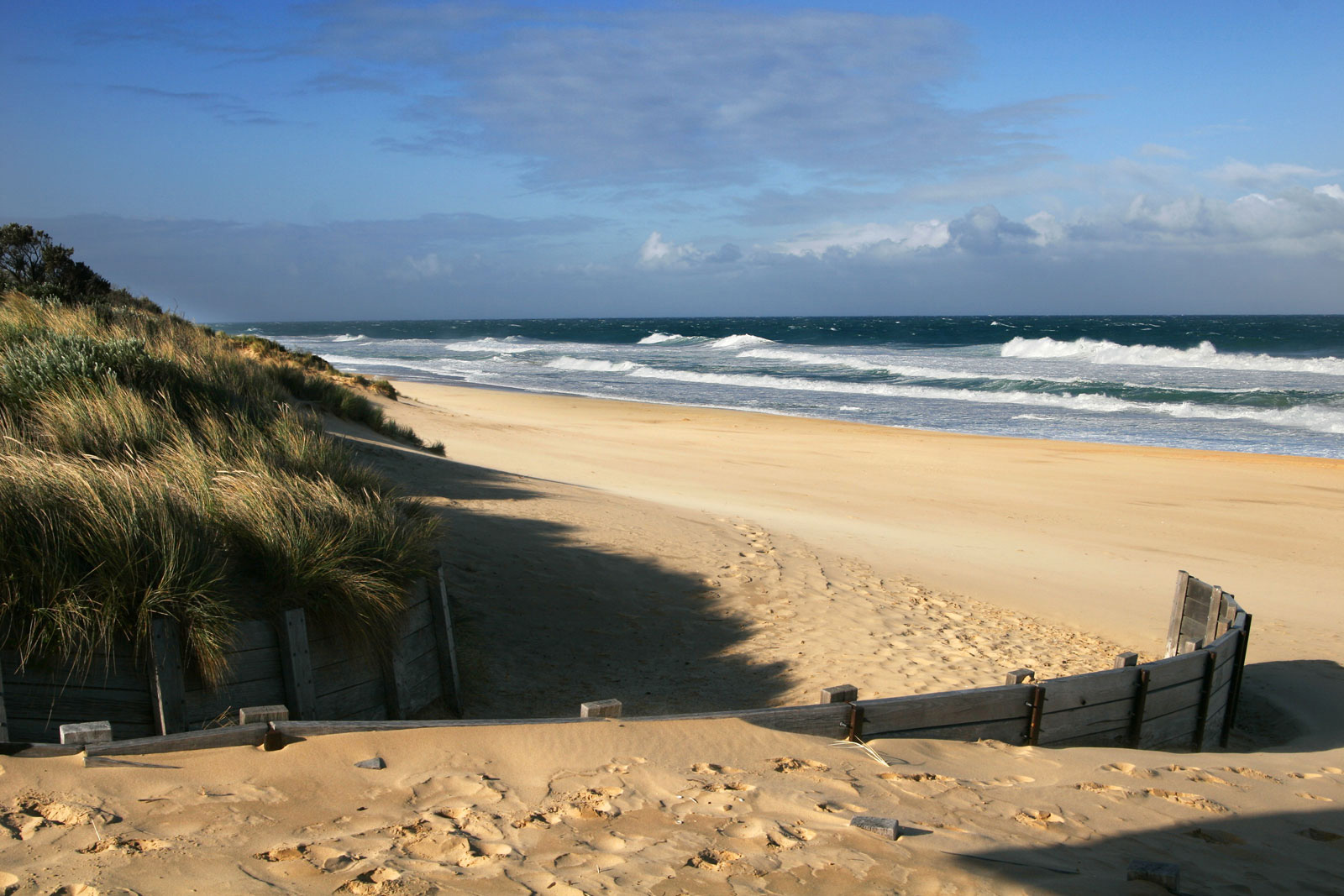
Praia de 144 quilômetros
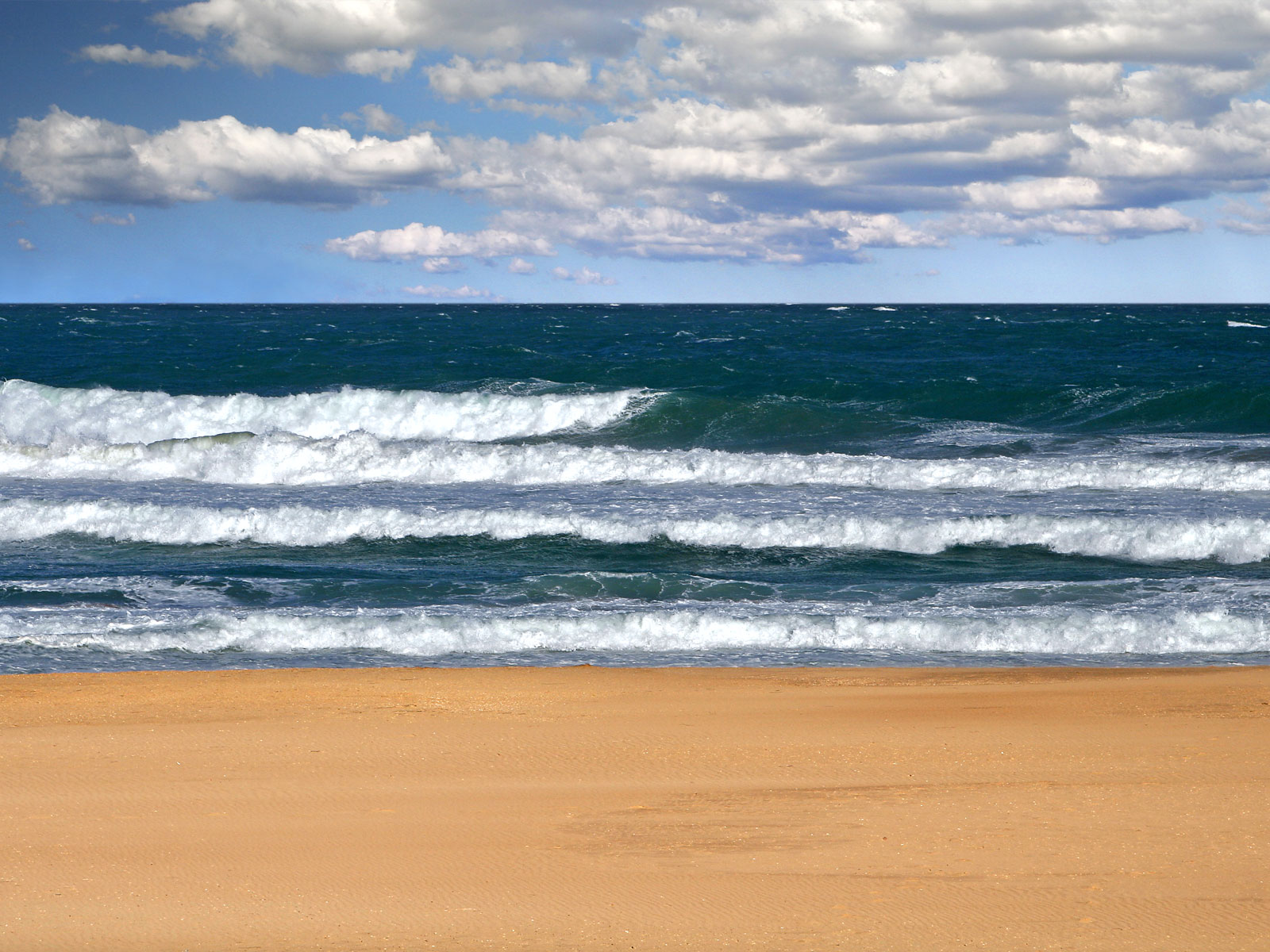
Praia de 144 quilômetros